# بيير دارمون
بيير دارمون (بالفرنسية: Pierre Darmon)‏ مواليد 14 يناير 1934 في تونس، هو لاعب كرة مضرب فرنسي سابق بدأ مسيرته كمحترف سنة 1950 وكان يلعب باليد اليمنى، اعتزل اللعب في 1968. أعلى تصنيف له في الفردي كان المركز الـ 8 في سنة 1963. سبق أن شارك في دورة الألعاب الأولمبية الصيفية.

## النهائيات

### الفردي: 1 (0–1)
| الحصيلة | السنة | البطولة                  | الأرضية | المنافس     | النتيجة            |
| ------- | ----- | ------------------------ | ------- | ----------- | ------------------ |
| الوصافة | 1963  | دورة رولان غاروس الدولية | ترابية  | روي إيمرسون | 6–3, 1–6, 4–6, 4–6 |

### الزوجي: 1 (0–1)
| الحصيلة | السنة | البطولة        | الأرضية | الشريك          | المنافس                         | النتيجة            |
| ------- | ----- | -------------- | ------- | --------------- | ------------------------------- | ------------------ |
| الوصافة | 1963  | بطولة ويمبلدون | عشبية   | جان كلود باركلي | أنطونيو بالافوكس رافائيل أوسونا | 6–4, 2–6, 2–6, 2–6 |

## روابط خارجية
- بيير دارمون على موقع رابطة محترفي التنس (الإنجليزية)
- بيير دارمون على موقع الاتحاد الدولي لكرة المضرب (الإنجليزية)
- بيير دارمون على موقع كأس ديفيز (الإنجليزية)
- بيير دارمون على موقع بطولة ويمبلدون (الإنجليزية)
- بيير دارمون على موقع خلاصة التنس.كوم (الإنجليزية)
- بيير دارمون على موقع اللجنة الأولمبية الدولية (الإنجليزية)
- بيير دارمون على موقع أوليمبيديا (الإنجليزية)